# Pan y Eco (Sibelius)
Pan y Eco (Pan och Echo), Op. 53a, es un intermezzo de danza por Jean Sibelius. La terminó en 1906 y dirigió su estreno en Helsinki el 24 de marzo de 1906, con la Sociedad de la Orquesta Filarmónica de Helsinki. Hizo una versión para piano en 1907. Su nombre alternativo es Tanz-Intermezzo n.º 3.

## Literatura
- Mäkelä, Tomi (2013). Jean Sibelius und seine Zeit (en alemán). Ratisbona: Laaber-Verlag. ISBN 9783890077673.